# بني عطاء
بني عطاء وهي قرية تقع في أقصى الشمال الشرقي للجمهورية التونسية وتتبع ولاية بنزرت وبين كل من رأس الجبل والماتلين على بعد 4 كلم من الأولى و3 كلم من الثانية. ويقع مركز البلدة في سفح الجبل الذي يحمل نفس الاسم وهي محاطة بوادي بني عطاء من جهة الماتلين وشك فلفل من جهة رأس الجبل وبهذه الوديان بحيرات جبلية تستعمل مياهها في تغذية الآبار وسقاية المزارع المنتشرة في بحيرة بني عطاء. على بعد كلم واحد من بني عطاء يوجد شاطئ مامي الذي كان ولايزال المتنفس الأساسي لكل من سكاني رأس الجبل وبني عطاء والماتلين والعاليا وسيدي علي الشباب. رغم أن عدد سكان القرية لايتجاوز ألفي نسمة فإن الروايات تقول أن بني عطاء تأسست قبل كل من جارتيها رأس الجبل والماتلين وأنه كان بها مسجد كبير يؤمه العديد من المصلين ولم يبق من هذا الجامع إلا البئر الذي يعرف ببئر الجامع ويتوسط فيه ساحة كبيرة. كان ببني عطاء العديد من المنازل المخربة والمهجورة والتي تعرف بأسماء العائلات التي هَجرتها ومن هذه الخرب خربة المحكمة بسواريها القديمة والمعصرة برحاها الحجرية.  
تقول الروايات أيضا أن سكان بني عطاء ورأس الجبل (بني غالب) لهم نفس الأصول وقد قدموا إليها من منطقة سرقسطة بشمال الأندلس بعد سقوطها في يد الإسبان سنة 1117 ميلادي.
كما تقول الروايات المتداولة أن بني عطاء تعرضت إلى موجات من وباء الكوليرا التي مرت على تونس في أواخر القرن الثامن عشر ومنتصف القرن التاسع عشر سنة 1865 والتي أدت إلى وفاة عدد كبير من السكان، وعدد آخر من المدن المجاورة مثل رأس الجبل والماتلين وغار الملح و بنزرت وتونس.
لم يُعثر في المراجع التاريخية ما يشير إلى بني عطاء إذا ما استُثني كتاب أعلام جهة بنزرت للأستاذ رشيد الذوادي الذي عُرض إلى عالم أصيل في المنطقة وهو محمد الغالبي الذي عاش في أواخر القرن السابع عشر وتُوفي بتونس سنة 1715م، وقد أكد المؤلف أن أهالي بني عطاء أحبوا هذا العالم وكانوا يحضرون خطبه ودروسه في الفقه وعلوم النحو والصرف. 

## اسم القبيلة
اسم بني عطاء يوحي إلى أن له انتماء قبلي عربي حيث اتضح أن قبيلة بني عطاء تقطن حالياً في منطقة الحجرة شمال غربي إمارة الباحة في المملكة العربية السعودية. تنتمي قبيلة بني عطاء إلى بني سليم القبيلة الأم القيسية العدنانية الشهيرة، والتي هاجر جزء منها إلى شمال إفريقيا والأندلس مع الفتح الإسلامي وتبعه جزء آخر مع الهجرة الهلالية في القرن الحادي عشر ميلادي.